# Thursania costigutta
Thursania costigutta là một loài bướm đêm trong họ Noctuidae.